# Willi Frenzel

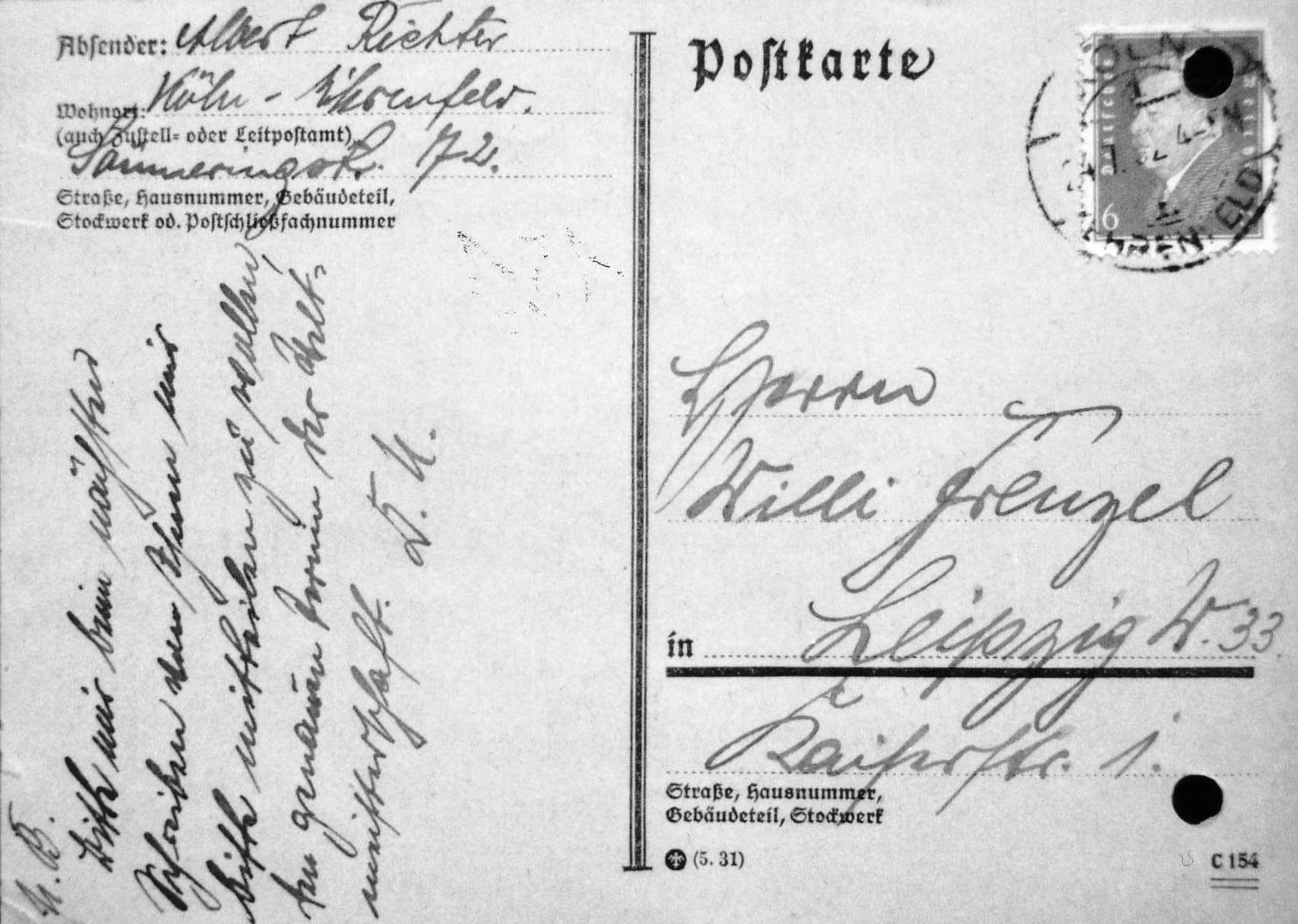
Postkarte des Radsportlers Albert Richter an Willi Frenzel

Wilhelm „Willi“ Frenzel (* 6. Januar 1879 in Weißenfels; † 1953) war ein deutscher Radrennfahrer und Radsportfunktionär.

## Sportliche Laufbahn
Frenzel (auch Willy Frenzel) war im Straßenradsport aktiv und startete vor allem bei langen Distanzfahrten wie Wien–Berlin, in der er sich auch platzieren konnte. 1909 wurde er Neunter bei Rund um den Harz über 660 Kilometer. 1912 war er als Betreuer der deutschen Mannschaft Teilnehmer der Olympischen Sommerspiele in Stockholm. Nach dem Ersten Weltkrieg widmete er sich der Organisationsarbeit im Leipziger Radsportgau. Er gilt als Begründer der Rennen der Deutschen Pfingstsportwoche und des Rennens Berlin–Leipzig. Rund um Leipzig wurde durch Frenzel 1921 wiederbelebt. Er förderte den Amateursport, wo immer er konnte. Bei den Bahnradsport-Weltmeisterschaften 1934 in Leipzig stand er an der Spitze des Organisationsstabes. Auf Initiative Frenzels, der auch im Vorstand des Bundes Deutscher Radfahrer saß, wurde 1932 die erste deutsche Nationalmannschaft im Bahnradsport begründet. Die späteren Olympiasieger Ernst Ihbe und Carl Lorenz sowie der Weltmeister Albert Richter gehörten ihr an.
Ende 1934 geriet Frenzel mit der dem Nationalsozialismus geschuldeten politischen Linie des Bundes Deutscher Radfahrer in Konflikte. Er zog sich von allen Ämtern im Radsport zurück und widmete sich fortan der Organisation von Skatturnieren. Beruflich betrieb er ein Geschäft für Fahrräder und Sportartikel in Leipzig (1949).